# Jean-Pierre Chupin
Pour les articles homonymes, voir Chupin.
Jean-Pierre Chupin (né le 3 septembre 1960 à Nantes) est un architecte, chercheur et théoricien de l’architecture, spécialiste du raisonnement par analogie, qui documente les concours d’architecture et les prix d’excellence en architecture au Canada. Il est professeur titulaire à l’École d’architecture de la faculté de l’aménagement de l’Université de Montréal. Il est titulaire de la Chaire de recherche du Canada en architecture, concours et médiations de l’excellence,,,. Il a dirigé la Chaire de recherche de l’Université de Montréal sur les concours et les pratiques contemporaines en architecture et codirige (avec Georges Adamczyk), le Laboratoire d’étude de l’architecture potentielle (L.E.A.P),.  

## Biographie
Jean-Pierre Chupin a été diplômé en architecture, la même année en 1985, à l’École d’architecture de Nantes (France) et à l’université de Portsmouth (Grande-Bretagne) où il a travaillé sous la direction du professeur Geoffrey Broadbent, pionnier du design thinking,. Après avoir été le traducteur de l’édition française de l’ouvrage séminal du professeur Alberto Pérez-Gómez, L’Architecture et la crise de la science moderne , il a émigré en 1988 au Canada pour étudier sous sa direction à l’Université McGill. Il a obtenu une maîtrise en histoire et théorie de l'architecture de l'Université McGill (1990) puis un doctorat en aménagement de l'Université de Montréal (1998) sous la direction du professeur Alain Findeli, spécialiste de la pédagogie du Bauhaus (voir recherche en design). Dans les années 1990, il a enseigné au département de design de l'Université du Québec à Montréal, puis aux Écoles nationales supérieures d'architecture de Toulouse et de Lyon. Depuis 2001, il est professeur à l’Université de Montréal. Jean-Pierre Chupin est membre de l’Ordre des architectes du Québec et de l’Institut royal d’architecture du Canada. 

### Principales réalisations et contributions
Il est à l’origine de la mise en place d'une équipe de recherche en architecture Amérique du Nord : le Laboratoire d’étude de l’architecture potentielle (L.E.A.P.). Fondé en 2002, à l’Université de Montréal, le L.E.A.P. est une équipe interuniversitaire et interdisciplinaire qui regroupe aujourd’hui 10 chercheurs des 4 universités montréalaises et a contribué à former de nombreux jeunes chercheurs grâce aux financements des grands fonds canadiens et québécois,,. Les recherches gravitent autour de la problématique des relations entre les théories et les pratiques du projet dans l’architecture contemporaine. 
En 2003-2004, Chupin a été chercheur en résidence au Centre canadien d'architecture où, grâce aux archives du fonds Aldo Rossi, il a produit une analyse de la légende de la Città Analoga. Il a par la suite rassemblé ses recherches épistémologiques mettant en évidence le rôle des processus de la pensée analogique dans la théorie et la conception en architecture dans Analogie et théorie en architecture (De la vie, de la ville et de la conception, même) publié en 2010 (et republié 2013) aux éditions suisses Infolio.
Chupin est aussi directeur-fondateur et rédacteur en chef du Catalogue des concours canadiens / Canadian Competitions Catalogue, unique base de données documentaire bilingue sur les projets d’architecture, de paysage et d’urbanisme conçus en situation de concours depuis 1945 . Désormais considérée comme une ressource d’intérêt public,,, en accès libre en ligne, cette bibliothèque de projets qui contient (2017) des informations et documents sur plus de 150 concours et 4200 projets a reçu un soutien spécifique de la Fondation canadienne pour l’innovation (FCI) en 2012.
Dans le registre de la recherche sur les concours et les prix d’excellence, il a codirigé (avec Carmela Cucuzzella et Bechara Helal) le premier ouvrage collectif rassemblant une vingtaine d'experts internationaux sur le rôle des concours dans la qualité des espaces et des édifices publics : Architecture Competitions and the Production of Culture, Quality and Knowledge (An International Inquiry) . Prenant appui sur les données compilées dans le Catalogue des concours canadiens, il a dirigé, en 2016, le premier ouvrage scientifique couvrant 70 années de l’histoire des concours au Canada : Concourir à l’excellence en architecture 
Engagé dans le développement des études doctorales en architecture, Jean-Pierre Chupin a contribué à la mise en place des programmes doctoraux en architecture dans les écoles supérieures d’architecture en France au début des années 2000 et à l’Université de Montréal depuis 2008,. Ses analyses sur les spécificités de la thèse en architecture ont fait l’objet de plusieurs publications et il a été invité à prononcer une conférence sur cette question dans le programme de la Chaire du professeur Jean-Louis Cohen au Collège de France en 2015 (Dans l’océan doctoral, un compas théorique) .

## Prix et distinctions
- Titulaire de la Chaire de recherche du Canada en architecture, concours et médiations de l’excellence depuis février 2019[2],[3],[4],[5].
- Avec Léa Zeppelli, architecte et Pierre Boudon, philosophe et sémioticien, il a été sélectionné pour la représentation canadienne à la Biennale d’architecture de Venise en 1995 avec le projet An Architectural Device Enabling the Perceptual Re-emergence of the Desire for Places qui fait désormais partie de la collection permanente du Centre canadien d'architecture[17].
- Jean-Pierre Chupin a reçu un Prix d’excellence en enseignement de l’Université de Montréal en 2008 à titre de professeur agrégé[26].

## Publications (listes sélectives)
Pour une liste complète visitez le portail de recherche de l'université de Montréal 

### Livres
- Chupin, Jean-Pierre (traducteur), (1988), traduction française de l'ouvrage du professeur Alberto Perez-Gomez (Architecture and the Crisis of Modern Science) (The MIT Press, 1983) : L'Architecture et la crise de la science modern, Bruxelles : Éditions Mardaga  (Collection architecture + recherches n° 30), , 350 pages.  (ISBN 978-2870093108)
- Chupin, Jean-Pierre et C. Simonnet (textes réunis et présentés par), (2005), Le Projet tectonique (avec une introduction de Kenneth Frampton), Golion, Infolio, Collection des Grands ateliers, 222 pages.  (ISBN 978-2884745413)
- Chupin, Jean-Pierre, Analogie et théorie en architecture (De la vie, de la ville et de la conception, même), Gollion, Infolio, Collection Projet et Théorie, 2010, 328 pages. (2013, Seconde édition revue et corrigée avec une bibliographie augmentée).  (ISBN 978-2-88474-575-8)
- Chupin, Jean-Pierre, C. Cucuzzella, B. Helal, (Edited by), Architecture Competitions and the Production of Culture, Quality and Knowledge (An International Inquiry), Montréal, Potential architecture books, 2015, 404 pages.  (ISBN 978-0-9921317-0-8)
- Chupin, Jean-Pierre, (sous la direction de), (2016), Concourir à l’excellence en architecture (éditoriaux du Catalogue des concours canadiens, 2006 – 2016), Montréal, Potential Architecture Books, 322 pages.  (ISBN 978-0-9921317-4-6)
- Chupin, Jean-Pierre, T. Abenia, (sous la direction de), (2017), Du potentiel des grandes structures urbaines abandonnées / On the Potential of Abandonned Large Urban Structures (Cahier de recherche du LEAP Research Notebooks), Montréal, Potential Architecture Books, 122 pages.  (ISBN 978-0-9921317-9-1)
- Chupin, Jean-Pierre, (edited by), (2017), Competing for Excellence in Architecture (Editorials From the Canadian Competitions Catalogue, 2006 – 2016), Montreal, Potential Architecture Books, 314 pages.  (ISBN 978-0-9921317-5-3)
- Chupin, Jean-Pierre, G. Stanley Collyer (2020), Young Architects in Competitions (When Competitions and a New Generation of Ideas Elevate Architectural Quality), Montreal, Potential Architecture Books, 158 pages.  (ISBN 978-1-9889620-4-7) (OPEN ACCESS) [27],[28],[29],[30]

### Catalogues en ligne (bibliothèques de projets)
- Chupin, Jean-Pierre (sous la direction de), Catalogue des concours canadiens / Canadian Competitions Catalogue[17]
- Chupin, Jean-Pierre (sous la direction de), Catalogue des concours europan France [31]

### Chapitres de livre
- Chupin, Jean-Pierre, (1996), Hermes' laugh: Philibert de l'Orme's Imagery as a Case of Analogical Edification, in Alberto Perez-Gomez et al. CHORA II (Intervals in the Philosophy of Architecture) volume II, Montréal : Mc Gill - Queen's University Press. Pages : 37 à 68.  (ISBN 9780773514065)
- Chupin, Jean-Pierre, (1998), Ventre affamé n'a pas d'oreilles : Stéréotomie et analogie métabolique dans la théorie de Philibert de l'Orme, in Chris Younes et Philippe Nys, Architecture au corps, Bruxelles et Paris : Collection Recueil, Éditions Ousia. Pages : 110 à 135.  (ISBN 2-87060-064-X)
- Chupin, Jean-Pierre, (2001), L’Architecture comme discipline de la réciprocité analogique, in Philippe Louguet et Frank Vermandel, Discipline et visée disciplinaire, Cahiers thématiques Architecture, Histoire et conception, Lille, Éditions de l’École d’architecture de Lille. Pages : 26 à 42.  (ISBN 978-2-905865-00-7)
- Chupin, Jean-Pierre, (2002), La Mariée mise à nu... » (À propos de l’enseignabilité des modèles de la conception) in Mario Borillo et Jean-Pierre Goulette, Cognition et création (Explorations cognitives des processus de conception), Bruxelles : Mardaga. Pages : Ch.3 p.65 à 96.  (ISBN 9782870098035)
- Chupin, Jean-Pierre, (2005),  Une intuition théorique à l’état de légende : La città analoga d’Aldo Rossi, in Fictions théoriques (sous la direction de Philippe Louguet et Frank Vermandel), Lille, éditions Jean Michel Place. Pages : 78 à 97.  (ISBN 978-2-85893-835-3)
- Chupin, Jean-Pierre, (2007), Le ciel des idées, l’horizon des connaissances, in Europan France, innover dialoguer réaliser (1988 – 2007), Paris, éditions Jean-Michel Place. Pages : 39 à 52.  (ISBN 9782858938926)
- Chupin, Jean-Pierre, (2009), Documenter les concours, concourir à la recherche, archiver l’évènement / Documenting Competitions, Contributing to Research, Archiving Events, in Architecture et archives numériques (L’Architecture à l’ère numérique : Un enjeu de mémoire), Genève, éditions Infolio. Pages : 523 à 544.  (ISBN 978-2884741460)
- Chupin, Jean-Pierre, (2012), Archivage numérique des concours canadiens et Re-connaissance de l’architecture, in Archives: Pour une (re) connaissance de l’architecture (Livre blanc des archives de l’architecture en Fédération Wallonie-Bruxelles) sous la direction de Chantal Dassonville, Bruxelles, Cellule architecture de la Fédération Wallonie-Bruxelles. Pages : 92-103.  (ISBN 978-2930705002)
- Chupin, Jean-Pierre, (2015), Vertiges et prodiges du contresens (Le Projet comme traduction) in Flora Pescador and Vicente Mirallave dir., Recherche par le projet / Research by Design, ENSA Lyon + ULPGC. Pages : 28 - 36.  (ISBN 978-84-697-0455-4)

### Articles avec comités de lecture
- Chupin, Jean-Pierre, M. Léglise, (1997), Un carnet de schémas analogiques pour les phases préliminaires de la conception architecturale, Hermes, revue des sciences et techniques de la conception, Paris. Pages : 23 à 45
- Chupin, Jean-Pierre, (2000), L’Analogie ou les écarts de genèse du projet d’architecture, Genesis (revue de génétique littéraire du CNRS), n° 14, numéro spécial portant sur l’architecture en collaboration avec le Centre canadien d'architecture. (Sous la direction de Pierre-Marc de Biasi et Réjean Legault). Paris, septembre 2000. Pages : 67 à 91
- Chupin, Jean-Pierre, (2010), Qu’est-ce que l’analogie? Ombres et lumières sur un concept in Faces, numéro spécial sur l’analogie en architecture, Genève, décembre, numéro 68. Pages : 4-13
- Chupin, Jean-Pierre, (2011), Judgment by Design: Towards a Model for Studying and Improving the Competition Process in Architecture and Urban Design in The Scandinavian Journal of Management, Volume 27, issue 1, special topic forum on “Architectural Competitions”. Elsevier / Stockholm.Mars 2011. Pages : 173-184,
- Chupin, Jean-Pierre, et C. Cucuzzella, (2011), Environmental Standards and Judgment Processes in Competitions for Public Buildings in Geographica Helvetica, special issue on competitions, Forms, places, and processes: tracing geographies of architecture through design competitions, directed by Joris Van Wezemael (Fribourg). Volume , Issue 1. Pages : 13-23